# Martina Codecasa
Martina Codecasa (Milano, 22 luglio 1987) è un'attrice ed ex modella italiana.

## Biografia
Martina Codecasa è nata a Milano nel 1987, dalla giornalista di moda Marina Cavallo Codecasa. Dal 2000 al 2004 è stata modella per le riviste Specchio, Donna, Io Donna, D - la Repubblica delle donne. Ha iniziato la sua formazione artistica a 15 anni, presso la scuola Quelli di Grock. Dal 2007 al 2008 ha frequentato l'Actor's Center di Michael Margotta.
Nel 2009 debutta al cinema con il film Miss Julie, regia di Michael Margotta, presentato in anteprima al Rome independent film festival, a cui fa seguito Io sono l'amore, regia di Luca Guadagnino, presentato in anteprima nella sezione "Orizzonti" della 66ª Mostra internazionale d'arte cinematografica di Venezia. Dello stesso anno è il cortometraggio Avevamo vent'anni.
Nel 2010 è protagonista, nel ruolo di Martina, del film Sul mare, regia di Alessandro D'Alatri. Nel 2011 torna sul grande schermo con il film Terraferma, regia di Emanuele Crialese, con Beppe Fiorello e Donatella Finocchiaro. Il film è stato presentato in concorso alla 68ª Mostra internazionale d'arte cinematografica di Venezia, dove ha ricevuto il Premio speciale della giuria.
Nel 2014 è nuovamente nelle sale cinematografiche con il film Tre tocchi, diretto da Marco Risi, presentato in anteprima al Festival internazionale del film di Roma.

## Filmografia
- Miss Julie, regia di Michael Margotta (2009)
- Io sono l'amore, regia di Luca Guadagnino (2009)
- Sul mare, regia di Alessandro D'Alatri (2010)
- Terraferma, regia di Emanuele Crialese (2011)
- Tre tocchi, regia di Marco Risi (2014)
- Due di noi, regia di Ivan Cotroneo (2014)
- Il candidato - Zucca presidente, regia di Ludovico Bessegato (2015)